# Copa del Rei de futbol 1976-77
La Copa del Rei de 1976–77 va ser la 73a edició de la Copa d'Espanya, en la qual recuperava aquest nom després de les etapes com Copa del President de la República i Copa del Generalísimo. La competició va començar el 22 de setembre de 1976 i va finalitzar el 25 de juny de 1977 amb la final.

## Primera ronda
| Equip 1                | Global      | Equip 2                | Anada | Tornada |
| ---------------------- | ----------- | ---------------------- | ----- | ------- |
| CE Atlètic Balears     | 0–2         | Llevant UE             | 0–1   | 0–1     |
| Valdepeñas             | 5–7         | Barcelona Atlètic      | 3–3   | 2–4     |
| Moscardó               | 2–10        | Terrassa FC            | 0–4   | 2–6     |
| Pegaso                 | 1–1 (4–2 p) | Sevilla Atlético       | 0–0   | 1–1     |
| Getafe                 | 4–3         | Gran Peña              | 3–2   | 1–1     |
| CD Baskonia            | 1–3         | Elx CF                 | 1–0   | 0–3     |
| CE Constància          | 0–1         | Hèrcules CF            | 0–0   | 0–1     |
| CD Guadalajara         | 2–4         | Deportivo de La Coruña | 0–1   | 2–3     |
| Vinaroz                | 3–3 (1–3 p) | Calvo Sotelo           | 2–1   | 1–2     |
| UD Las Palmas          | 2–1         | Bilbao Athletic        | 1–0   | 1–1     |
| Arenas Getxo           | 0–9         | Deportivo Alavés       | 0–6   | 0–3     |
| San Fernando           | 1–5         | Sporting de Gijón      | 1–1   | 0–4     |
| Celta de Vigo          | 2–0         | Real Unión             | 2–0   | 0–0     |
| Cultural Leonesa       | 2–6         | Rayo Vallecano         | 2–3   | 0–3     |
| CE Castelló            | 7–2         | RCD Carabanchel        | 5–0   | 2–2     |
| Caudal                 | 1–4         | Pontevedra CF          | 1–0   | 0–4     |
| Jerez                  | 2–3         | Reial Valladolid       | 1–2   | 1–1     |
| UD Salamanca           | 4–2         | UE Poblera             | 3–1   | 1–1     |
| Zamora CF              | 3–10        | Reial Societat         | 2–4   | 1–6     |
| Córdoba CF             | 3–2         | Racing Ferrol          | 3–0   | 0–2     |
| Reial Múrcia           | 3–1         | Real Jaén              | 3–1   | 0–0     |
| SD Ponferradina        | 3–11        | Recreativo de Huelva   | 2–5   | 1–6     |
| San Andrés             | 2–2 (4–5 p) | Lérida                 | 2–0   | 0–2     |
| València CF            | 6–1         | Naval                  | 6–0   | 0–1     |
| Burgos CF              | 3–0         | CD Acero               | 3–0   | 0–0     |
| CD Tenerife            | 1–5         | CA Osasuna             | 1–2   | 0–3     |
| Linares CF             | 4–4 (4–2 p) | Racing de Santander    | 2–2   | 2–2     |
| Baracaldo              | 2–5         | Reial Betis            | 1–0   | 1–5     |
| Reial Oviedo           | 5–2         | Palencia CF            | 4–1   | 1–1     |
| Granada CF             | 2–2 (5–3 p) | Ensidesa               | 0–0   | 2–2     |
| CD Gijón               | 2–3         | Castella               | 2–0   | 0–3     |
| CE Olímpic de Xàtiva   | 0–6         | Reial Saragossa        | 0–5   | 0–1     |
| CE Eldenc              | 3–3 (3–4 p) | Málaga                 | 2–0   | 1–3     |
| Sevilla FC             | 6–2         | CD Touring             | 6–0   | 0–2     |
| Guernica               | 2–1         | Laredo                 | 1–1   | 1–0     |
| Onteniente             | 1–3         | Reus Deportiu          | 0–0   | 1–3     |
| CE Sabadell            | 2–3         | Gimnàstic de Tarragona | 2–0   | 0–3     |
| Gandia                 | 2–2 (4–5 p) | CD Guecho              | 1–0   | 1–2     |
| CP Mérida              | 2–5         | Ceuta                  | 1–4   | 1–1     |
| Díter Zafra            | 1–2         | Xerez CD               | 0–0   | 1–2     |
| Sestao                 | 5–2         | Langreo                | 3–1   | 2–1     |
| CP Cacereño            | 2–4         | CD Calahorra           | 1–2   | 1–2     |
| Portuense              | 1–2         | Algeciras CF           | 1–1   | 0–1     |
| CD Badajoz             | 2–5         | Almería                | 2–2   | 0–3     |
| Gimnástica Torrelavega | 3–4         | RCD Mallorca           | 1–1   | 2–3     |
| CD Villena             | 2–3         | Orense                 | 2–0   | 0–3     |
| SD Ibiza               | 1–3         | SD Compostela          | 1–0   | 0–3     |
| CD Logroñés            | 3–5         | Gerona                 | 3–3   | 0–2     |
| Deportivo Aragón       | 2–3         | CD Lugo                | 1–1   | 1–2     |
| UD Melilla             | 4–5         | Talavera CF            | 3–2   | 1–3     |
| CD Mirandés            | 2–0         | Torrejón               | 1–0   | 1–0     |
| Orihuela Deportiva     | 2–5         | Cadis CF               | 2–1   | 0–4     |
| Betis Deportivo        | 3–4         | SD Huesca              | 2–2   | 1–2     |
| Yeclano CF             | 3–4         | CD Tudelano            | 3–1   | 0–3     |

- Exents: Español, Reial Madrid, Athletic Club de Bilbao, FC Barcelona i Atlètic de Madrid.

## Segona ronda
| Equip 1              | Global      | Equip 2                | Anada | Tornada |
| -------------------- | ----------- | ---------------------- | ----- | ------- |
| Ceuta                | 3–0         | Barcelona Atlético     | 2–0   | 1–0     |
| Pegaso               | 2–3         | Getafe                 | 1–0   | 1–3     |
| CD Mirandés          | 2–3         | Elx CF                 | 2–0   | 0–3     |
| Gernica              | 2–7         | Rayo Vallecano         | 2–1   | 0–6     |
| Reial Betis          | 7–2         | Sestao                 | 5–1   | 2–1     |
| SD Huesca            | 3–6         | Sporting de Gijón      | 1–1   | 2–5     |
| Hèrcules CF          | 4–1         | Talavera CF            | 4–1   | 0–0     |
| CD Lugo              | 0–1         | Deportivo de La Coruña | 0–1   | 0–0     |
| Burgos CF            | 2–2 (3–4 p) | UE Lleida              | 1–1   | 1–1     |
| Algeciras CF         | 1–2         | Cadis CF               | 0–0   | 1–2     |
| Orense               | 2–5         | UD Salamanca           | 1–3   | 1–2     |
| Terrassa FC          | 0–1         | Sevilla FC             | 0–0   | 0–1     |
| CE Castelló          | 0–2         | CD Calahorra           | 0–0   | 0–2     |
| Girona FC            | 1–0         | Llevant UE             | 0–0   | 1–0     |
| Granada CF           | 5–3         | Castella               | 4–1   | 1–2     |
| Guecho               | 0–2         | Alavés                 | 0–1   | 0–1     |
| CA Osasuna           | 1–7         | Reial Valladolid       | 1–5   | 0–2     |
| Reus Deportiu        |             | Celta de Vigo          | 1–3   | [ 1 ]   |
| Málaga               | 3–1         | Linares CF             | 3–0   | 0–1     |
| RCD Mallorca         | 2–4         | Reial Societat         | 2–1   | 0–3     |
| València CF          | 5–1         | Reial Oviedo           | 3–0   | 2–1     |
| Recreativo de Huelva | 5–0         | SD Compostela          | 5–0   | 0–0     |
| Reial Saragossa      | 3–0         | Gimnàstic de Tarragona | 1–0   | 2–0     |
| Almería              | 3–6         | Pontevedra CF          | 2–3   | 1–3     |
| UD Las Palmas        | 3–2         | Reial Múrcia           | 1–1   | 2–1     |
| Xerez CD             | 0–1         | Córdoba CF             | 0–0   | 0–1     |
| CD Tudelano          | 1–2         | Calvo Sotelo           | 1–0   | 0–2     |

- Exents: Español, Reial Madrid, Athletic Club de Bilbao, FC Barcelona i Atlètic de Madrid.

## Tercera ronda
| Equip 1                | Global      | Equip 2          | Anada | Tornada |
| ---------------------- | ----------- | ---------------- | ----- | ------- |
| Alavés                 | 0–2         | Reial Societat   | 0–1   | 0–1     |
| Cadis CF               | 2–4         | UD Las Palmas    | 2–1   | 0–3     |
| Celta de Vigo          | 2–0         | Getafe           | 2–0   | 0–0     |
| Deportivo de La Coruña | 1–6         | Reial Betis      | 1–2   | 0–4     |
| Ceuta                  | 2–2 (3–4 p) | UD Salamanca     | 1–0   | 1–2     |
| Córdoba CF             | 1–0         | Calvo Sotelo     | 0–0   | 1–0     |
| Gerona                 | 1–2         | Elx CF           | 0–0   | 1–2     |
| Sporting de Gijón      | 2–3         | Español          | 0–0   | 2–3     |
| Hèrcules CF            | 3–2         | Reial Madrid     | 3–0   | 0–2     |
| Recreativo de Huelva   | 4–2         | CD Calahorra     | 3–0   | 1–2     |
| Lérida                 | 2–3         | Granada CF       | 2–0   | 0–3     |
| Rayo Vallecano         | 1–3         | Reial Valladolid | 1–2   | 0–1     |
| Sevilla FC             | 1–1 (5–4 p) | Pontevedra CF    | 0–0   | 1–1     |
| València CF            | 3–0         | Málaga           | 3–0   | 0–0     |

- Exents: Reial Saragossa, Athletic Club de Bilbao, FC Barcelona i Atlètic de Madrid.

## Quarta ronda
- Exents: tots els equips excepte Còrdova, Celta, Saragossa i Granada.

| Equip 1         | Global | Equip 2       | Anada | Tornada |
| --------------- | ------ | ------------- | ----- | ------- |
| Córdoba CF      | 1–3    | Celta de Vigo | 1–0   | 0–3     |
| Reial Saragossa | 2–1    | Granada CF    | 1–0   | 1–1     |

## Vuitens de final
| Equip 1          | Global | Equip 2           | Anada | Tornada |
| ---------------- | ------ | ----------------- | ----- | ------- |
| Celta de Vigo    | 3–2    | FC Barcelona      | 1–1   | 2–1     |
| Elx CF           | 1–4    | Athletic Club     | 1–0   | 0–4     |
| Recreativo       | 0–2    | UD Salamanca      | 0–1   | 0–1     |
| Reial Societat   | 2–5    | Español           | 2–2   | 0–3     |
| Sevilla FC       | 2–1    | Atlètic de Madrid | 2–0   | 0–1     |
| València CF      | 1–2    | Hèrcules CF       | 1–0   | 0–2     |
| Reial Valladolid | 2–3    | Reial Betis       | 1–2   | 1–1     |
| Reial Saragossa  | 2–1    | UD Las Palmas     | 1–0   | 1–1     |

## Quarts de final
| Equip 1         | Global      | Equip 2       | Anada | Tornada |
| --------------- | ----------- | ------------- | ----- | ------- |
| Athletic Club   | 6–3         | Sevilla FC    | 5–0   | 1–3     |
| Reial Betis     | 3–3 (4–2 p) | Hèrcules CF   | 2–1   | 1–2     |
| Español         | 3–1         | Celta de Vigo | 3–0   | 0–1     |
| Reial Saragossa | 2–3         | UD Salamanca  | 1–0   | 1–3     |

## Semifinals
| Equip 1       | Global | Equip 2      | Anada | Tornada |
| ------------- | ------ | ------------ | ----- | ------- |
| Athletic Club | 8–1    | UD Salamanca | 6–0   | 2–1     |
| RCD Espanyol  | 1–2    | Reial Betis  | 1–0   | 0–2     |

## Final
| Equip 1     | Marcador    | Equip 2       |
| ----------- | ----------- | ------------- |
| Reial Betis | 2–2 (8–7 p) | Athletic Club |

## Campió
| Campions de la Copa d'Espanya 1977 |
| ---------------------------------- |
| Reial Betis 1r títol               |